# Přístřešek

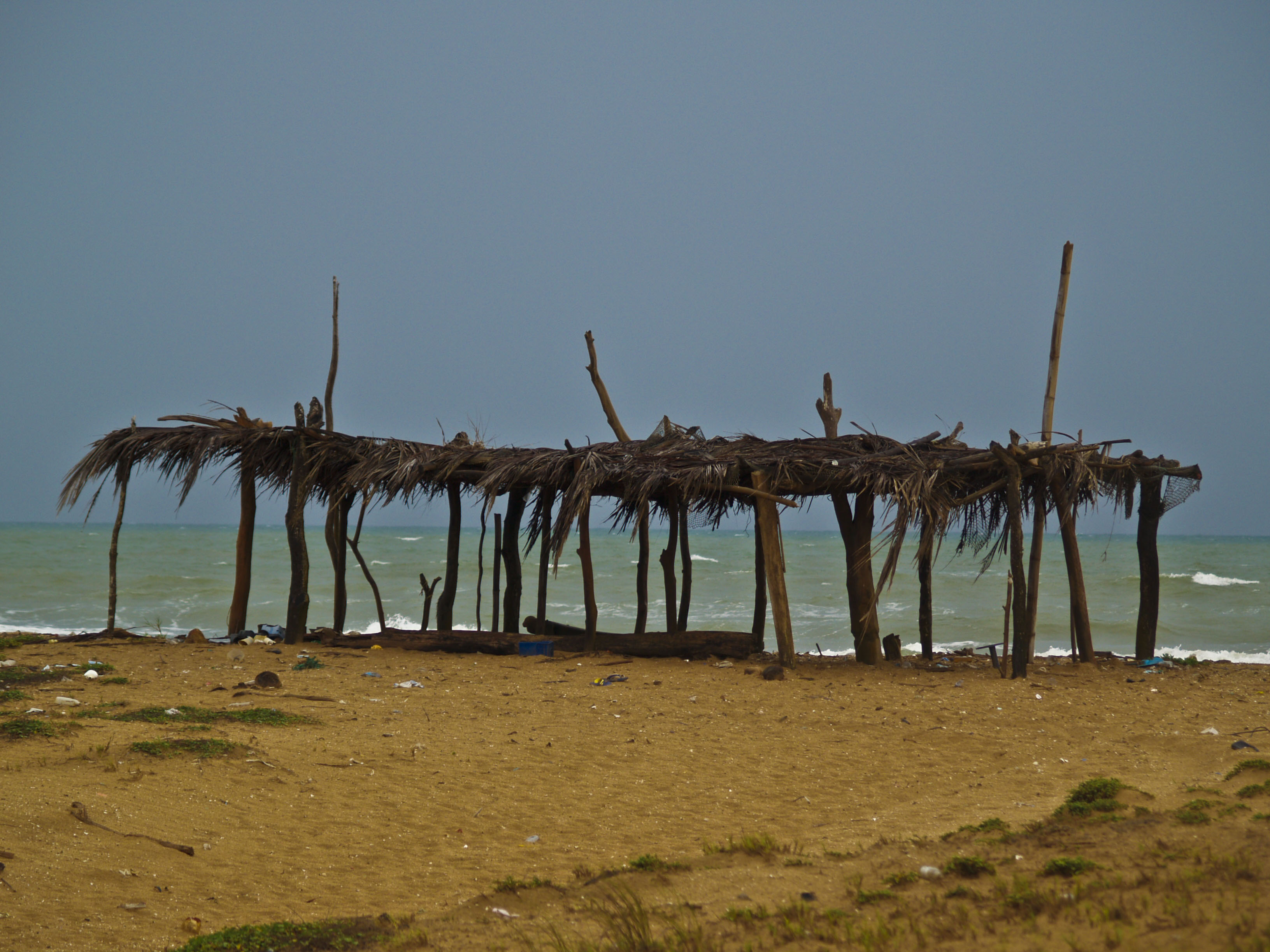
Plážový přístřešek ve venezuelském státě Zulia

Přístřešek je lidmi nebo přírodně (či kombinace obojího) vytvořená struktura, která slouží jako útočiště před vlivy okolního prostředí. Může jít o strukturu, která je určená jak k dlouhodobému, tak krátkodobému pobytu; v závislosti na tomto účelu se může významně lišit kvalita jeho struktury. Podle Maslowovy pyramidy potřeb je jednou z nejdůležitějších lidských potřeb, kdy je potřeba útočiště stavěna vedle potřeb jako voda, vzduch, potraviny, ošacení, reprodukce či odpočinek.
Existuje celá řada různých přístřešků (útočišť), jmenovitě jde například o dům, byt, chýše, stan, protiatomový kryt, abri, ale může jít i o zvířecí útulek, noclehárnu, protiletecký kryt či dokonce autobusovou zastávku.